# Війна за незалежність Швеції
Війна за незалежність Швеції — збройне повстання на території Швеції у 1521—1523 роках, наслідком якого став вихід Швеції з Кальмарської унії, та створення незалежного Королівства Швеція.

## Передумови
У 1397 році була укладена Кальмарська унія, внаслідок чого Швеція, Данія та Норвегія об'єдналися в єдиний союз. Згідно з умовами договору, країни втрачали свій суверенітет, проте зберігали значну автономію. Однак існували певні розбіжності інтересів країн (зокрема невдоволення Швеції панівним становищем Данії). Саме це стало однією з основних причин початку війни за незалежність та розпаду унії.

## Хід війни
Конфлікт у Кальмарській унії виник в 1448 році по смерті бездітного короля Хрістофера Віттельсбаха (Баварського), коли права на престол трьох країн заявили і шведи і данці. Конфлікт тривав протягом наступних 70 років з перемінним успіхом сторін, доки в 1520 році король Данії та Норвегії Кристіан II Ольденбург не розбив шведську армію і не коронувався на престол Швеції, після чого стратив 82 шведських аристократів і 600 заможних жителів Стокгольма. Недалекоглядна внутрішня політика Кристіана привела до повстань проти нього широких верств населення як в Данії, так і в Швеції, де його очолив Густав Ерікссон, син одного із страчених данським королем аристократів.
У серпні 1521 року, коли повсталі захопили більшу частину Швеції, шведський парламент проголосив Густава Ерікссона регентом королівства. Заручившись підтримкою Любека, міста, яке також виступило проти Данії, війська Густава взяли під контроль більшу частину Норвегії та Швеції, і 6 червня 1523 року, коли Стокгольм був в облозі повсталих, рикстаг проголосив Густава королем Швеції, що знаменувало собою припинення дії Кальмарської унії і незалежність Швеції від данського престолу.
Густав, що взяв собі родове прізвище Ваза, задля протистояння німецькому впливу зблизився з Англією і Нідерландами, провів реформацію (1527), націоналізувавши власність Римо-католицької церкви, впровадив у Швеції спадкову монархію (1544) і завдяки своєму успішному 37-річному правлінню вважається засновником сучасної Швеції і «батьком нації». Шлюб з сестрою останнього короля з династії Ягелонів на тривалий час зробив дім Ваза правлячим у Польщі (де навернення до католицизму привело до втрати ним шведського престолу і численних воєн зі Швецією) і короткочасно — в Московії.

## Підсумки і наслідки
У 1563 році Данія розв'язала війну, намагаючись повернути владу над Швецією, а в 1570 році був підписаний Штеттинский мир, за умовами якого данські королі відмовилися від претензій на корону Швеції.
Дансько-норвезька унія проіснувала до 1814 року, коли Норвегія була приєднана до Швеції в результаті поразки Данії, як члена наполеонівської коаліції — спроба проголосити незалежність Норвегією була безкровно придушена протягом двох тижнів військами Карла XIV Юхана Бернадота. Лише в 1905 році норвезький парламент розірвав унію зі Швецією, а після проведення референдуму Норвегію було проголошено незалежною монархією і на трон запрошено зятя англійського короля данського принца Карла, котрий взяв собі ім'я Хокон VII.